# Emblema hacker

El Emblema Hacker.

El emblema hacker fue propuesto primero en octubre de 2003 por Eric S. Raymond, alegando la necesidad de una unificación y un símbolo reconocible para la percepción de la cultura hacker.
Esto no se refiere a la acción de infringir ó irrumpir sin permiso en los computadores/ordenadores. Tal acción es realizada por los llamados crackers.
Raymond ha dicho que uno no pretende ser un hacker sólo para mostrar este emblema, pero sugiere que, en sus palabras, "el uso de este emblema expresa la solidaridad con los objetivos y valores de los hackers, y la forma de vivir de un hacker".

El término Glider (del inglés, planeador), proviene de una formación en el Juego de la vida de John Horton Conway que viaja en todos los ámbitos. Se descubrió por primera vez por Richard K. Guy. Es la más pequeña nave espacial, y se desplaza en forma diagonal a una velocidad de c/4. El planeador es a menudo producido a partir de generaciones preconfiguradas aleatorias.  
Los planeadores son importantes para el juego de la vida porque son producidas con facilidad, pueden ser colisionado entre sí para formar objetos más complejos, y puede utilizarse para transmitir información a largas distancias.
Eric S. Raymond ha propuesto al planeador como un emblema para representar a los hackers porque:
- El planeador (Glider) "nació casi al mismo tiempo que el Internet y Unix".
- El Juego de la vida hace un llamamiento a los hackers.

## Otras representaciones
Otras formas para mostrar la imagen han evolucionado, sobre todo a base del arte ASCII. Los ejemplos incluyen:
```
.o.      |_|0|_|     [ ][*][ ]    [ ][0][ ]      0 1 0    [0][1][0]     .*.
..o      |_|_|0|     [ ][ ][*]    [ ][ ][0]      0 0 1    [0][0][1]     ..*
ooo      |0|0|0|     [*][*][*]    [0][0][0]      1 1 1    [1][1][1]     ***
```

### Representación mínima enASCII
El 12 de febrero de 2008, la representación mínima en ASCII fue incorporada en la lista de representaciones canónicas de Raymond:
```
 .
..:
```

### Representación mínima enUTF-8
Gracias a que la codificación UTF-8 incorpora caracteres del lenguaje Braille también es posible realizar representaciones de una única línea:
```
⠠⠵
```

```
⠄⠅⠆
```